# Gulpucklig trågspinnare
Gulpucklig trågspinnare (Meganola strigula) är en fjärilsart som först beskrevs av Michael Denis och Ignaz Schiffermüller 1775.  Gulpucklig trågspinnare ingår i släktet Meganola, och familjen trågspinnare, Nolidae. Arten är reproducerande i Sverige.

## Bildgalleri

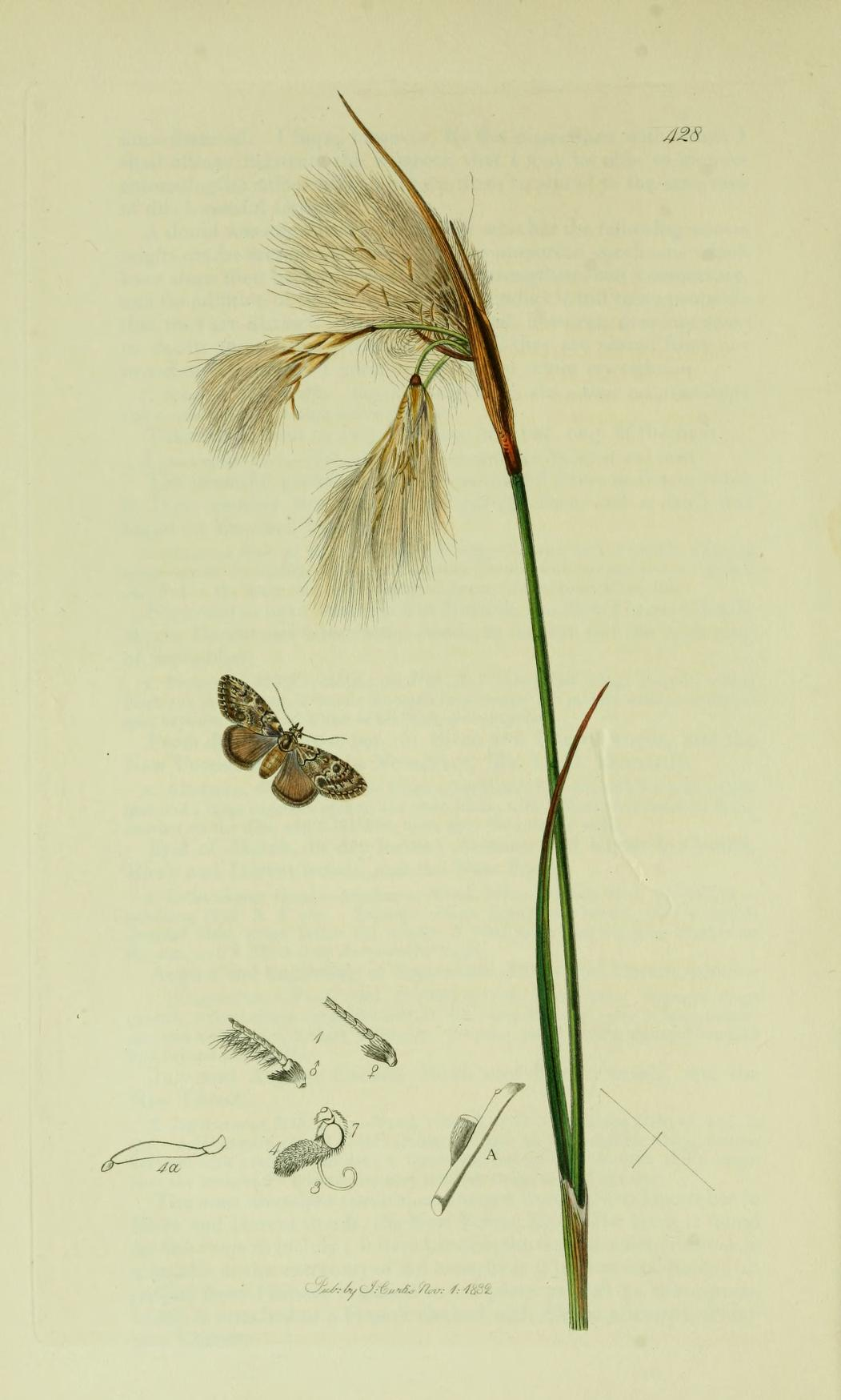
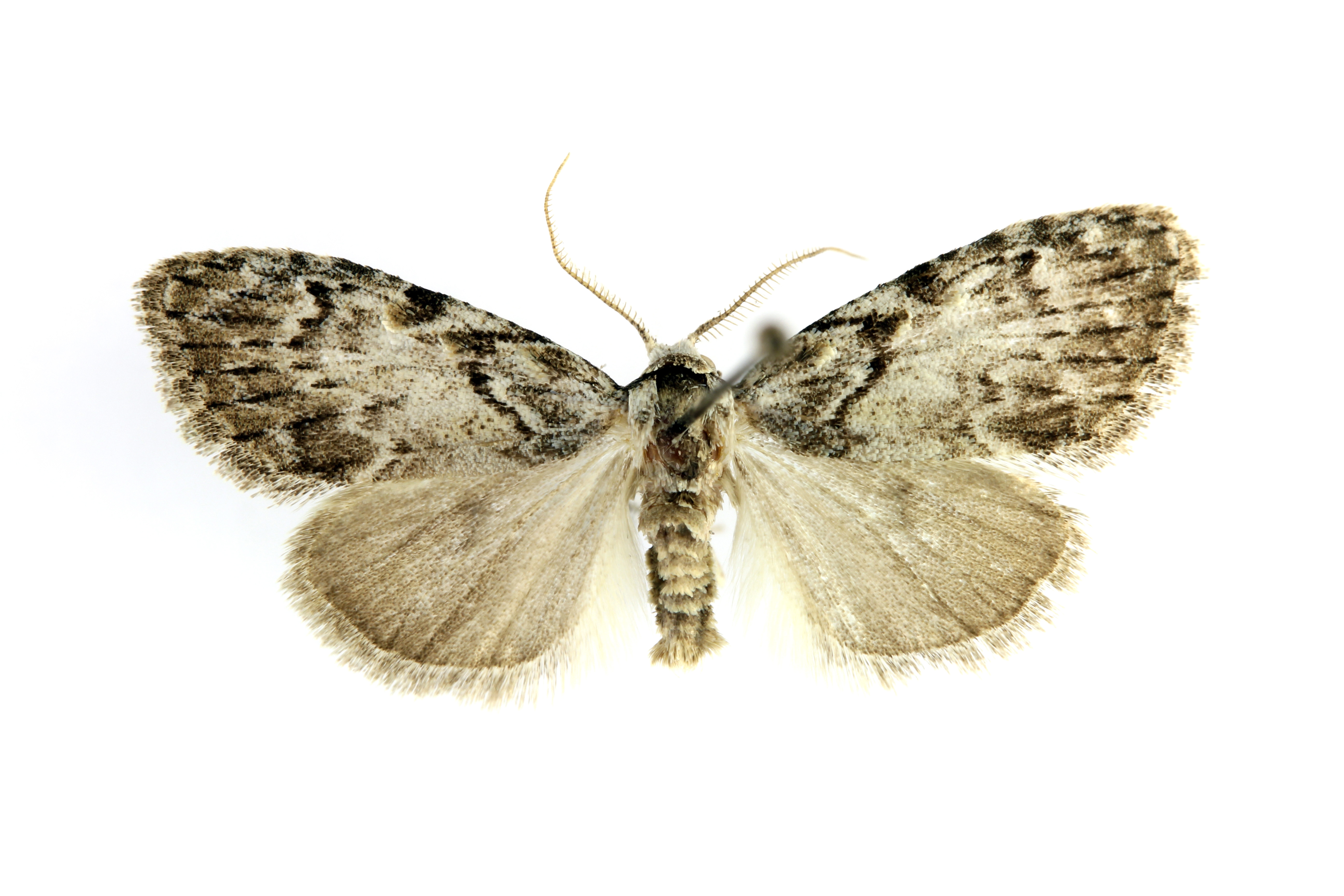
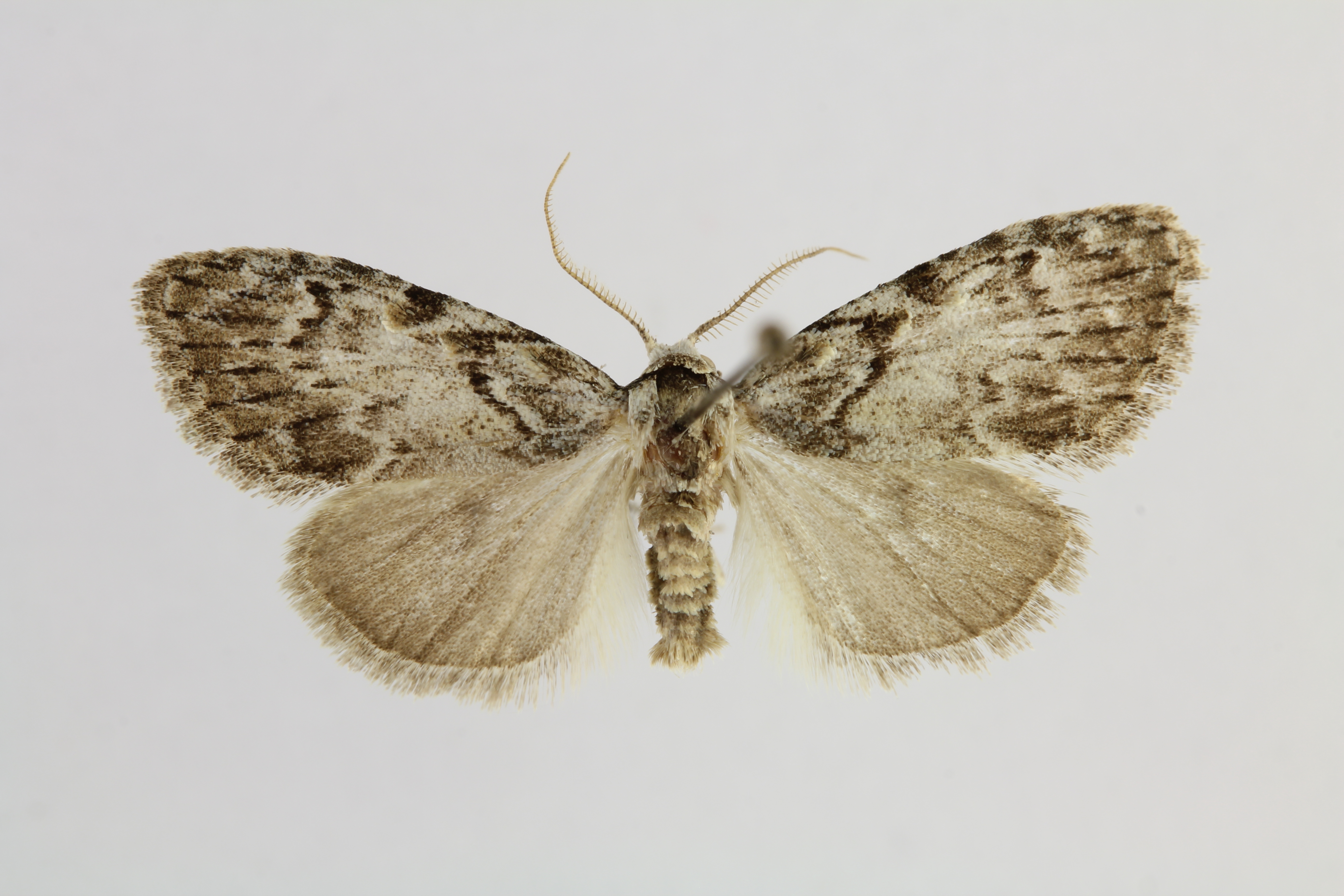
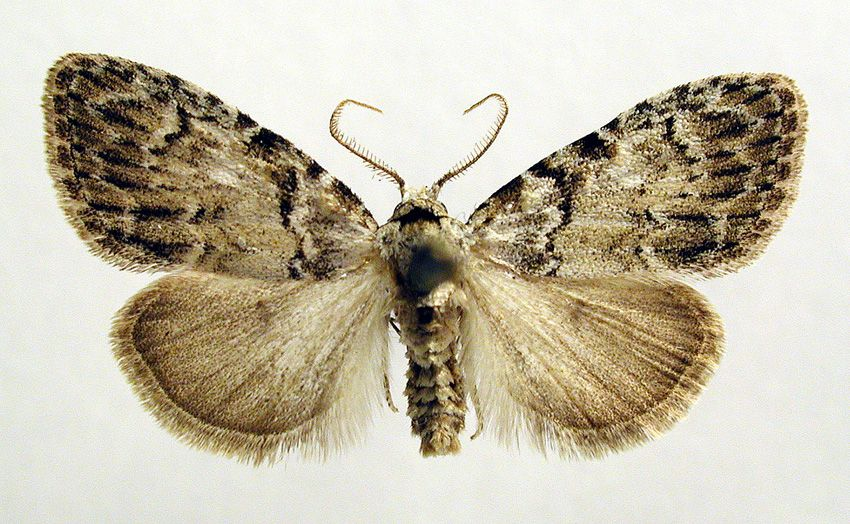
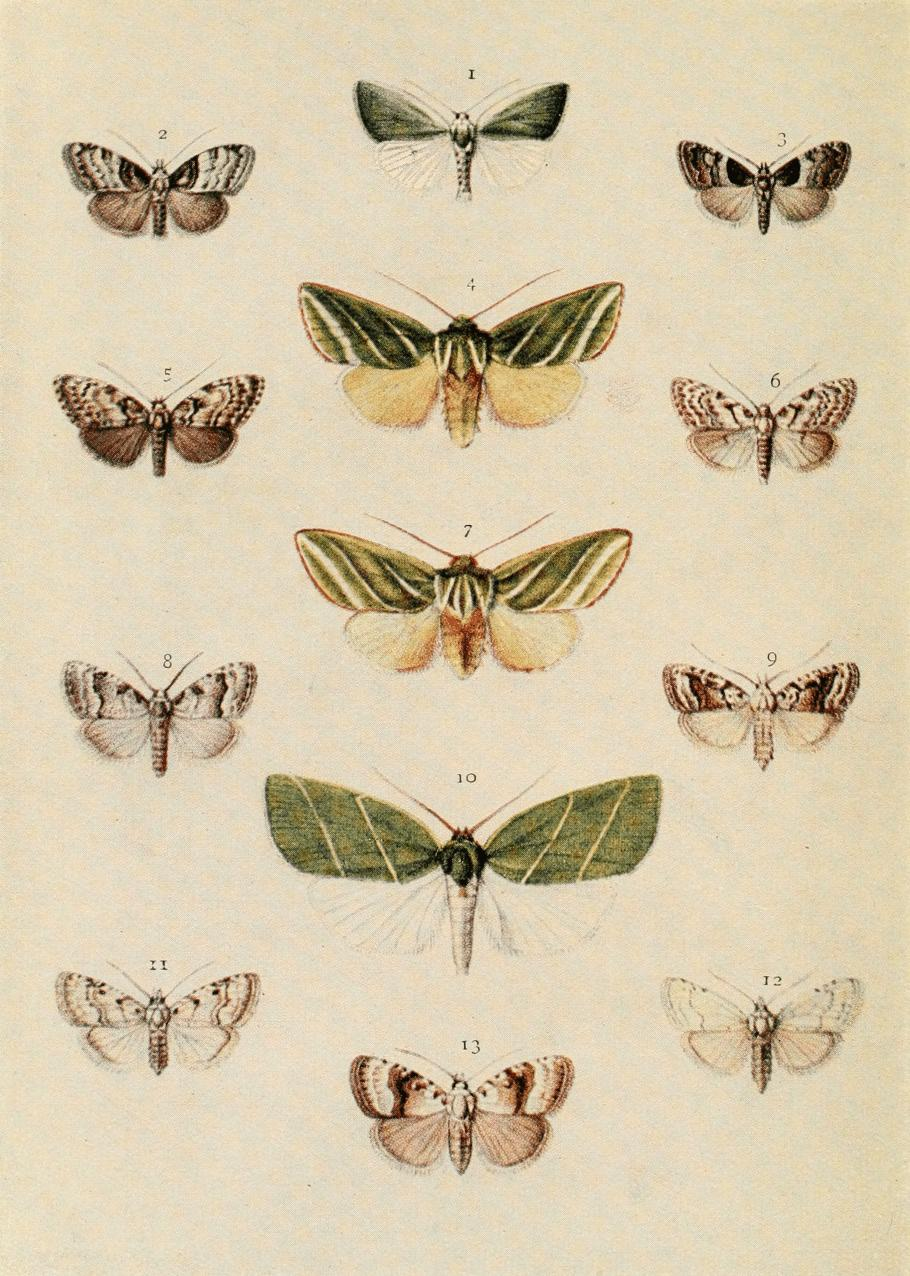